# Українсько-російські відносини на пісенному конкурсі Євробачення
Українсько-російські відносини на пісенному конкурсі Євробачення є непростими, між країнами іноді виникають суперечки. Одною з найбільш резонансних є заборона в 2017 році представниці Росії Юлії Самойловій в'їзду в Україну на три роки за порушення порядку в'їзду на тимчасово окуповану територію України, що унеможливило її участь в Пісенному конкурсі Євробачення 2017 в Києві. Європейська мовна спілка запропонувала російському Першому каналу, який є одним із національних мовників Євробачення в Росії разом з телеканалом Росія-1, як компромісне рішення, виступити Самойловій з території Росії, трансляцію її виступу здійснити за допомогою супутника. Перший канал відмовився від цієї пропозиції і продовжував наполягати на тому, що Юлії Самойловій має бути дозволений в'їзд на територію України.
Росія почала брати участь в Євробаченні починаючи з 1994 року, Україна вперше взяла участь в Євробаченні в 2003 році. Станом на 2017 рік між ними сталося три суперечки: в 2007, 2016 та 2017 роках. Попри все це Росія та Україна часто віддають один одному найвищі бали (12, 10 або 8 балів).

## Конкурс 2007 року

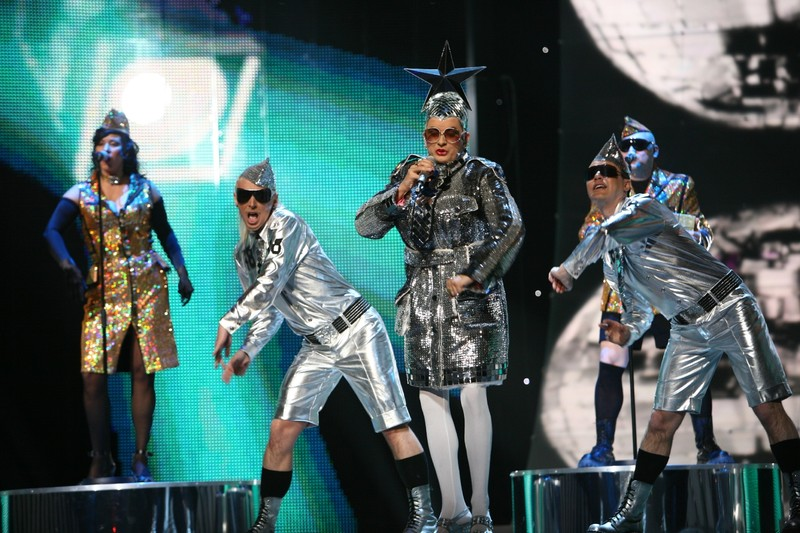
Вєрка Сердючка на Євробаченні 2007.

Співак Андрій Данилко в образі Вєрки Сердючки був обраний представляти Україну на Євробаченні 2007 із піснею «Dancing Lasha Tumbai». Скандал почався, коли деякі люди, прослуховуючи пісню, почули в ній слова «Russia goodbye», що означає: «Росіє, прощавай». Сердючка заперечила всі ці заяви та сказала що «Lasha Tumbai» означає: «збиті вершки» монгольською мовою. Одразу після завершення фіналу Євробачення 2007 в телешоу «Пусть говорят» на російському Першому каналі людина, для якої монгольська мова є рідною, заявила що словосполучення «Lasha Tumbai» не існує в монгольській мові, а «взбиті вершки» монгольською мовою буде «ташуурдуулж тос». Значно пізніше Вєрка Сєрдючка зізналася, що просто вигадала фразу «Lasha Tumbai» для рими.

## Конкурс 2016 року

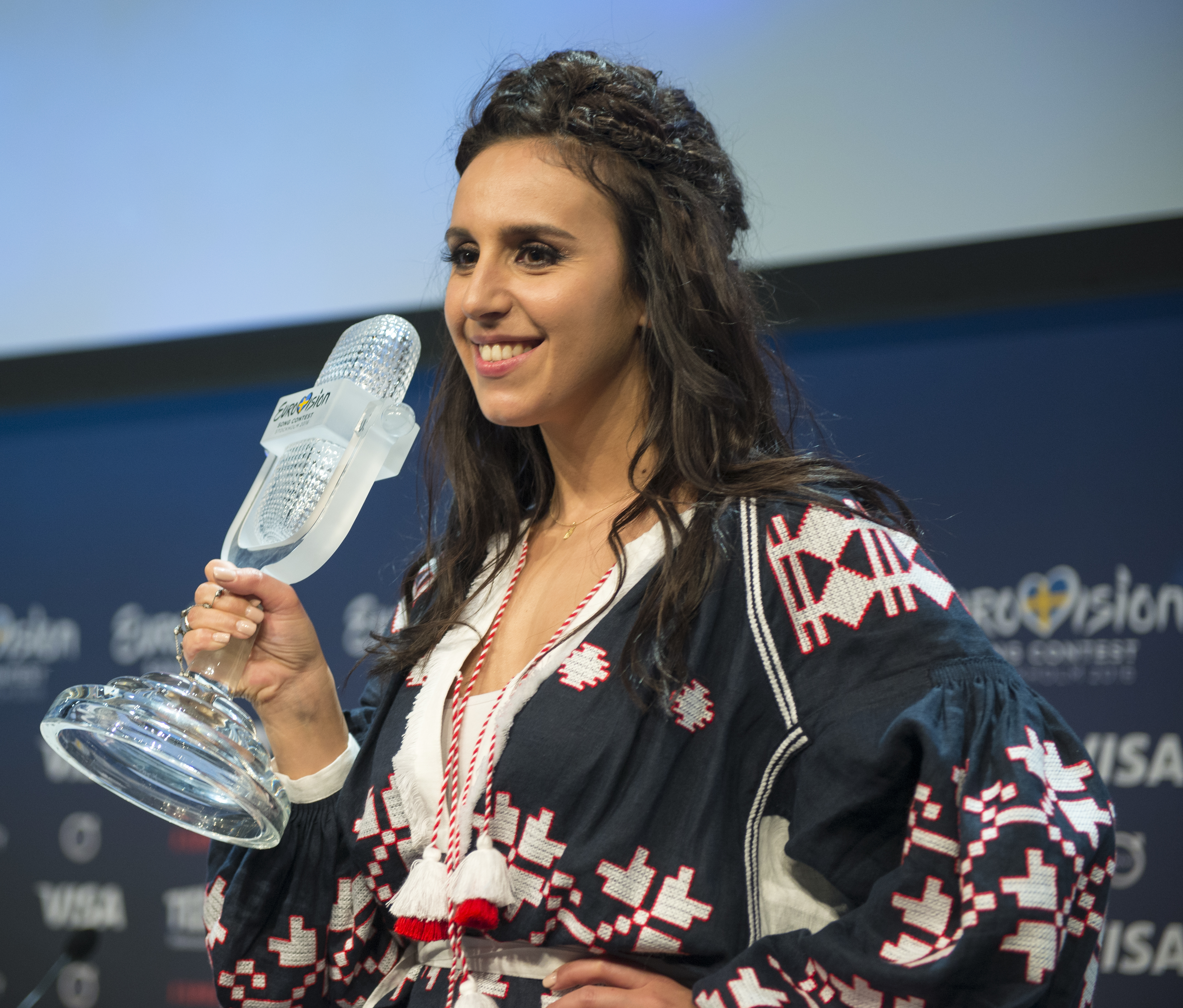
Джамала — переможиця Євробачення 2016.

На Пісенному конкурсі Євробачення 2016 перемогу одержала представниця України ― Джамала з піснею «1944» про депортацію кримських татар. Джамала розповідала, що на створення пісні її надихнула історія її прабабусі Назилхан, яку разом з п'ятьма дітьми депортували до Центральної Азії, при чому одна з її дочок не пережила подорожі; а також анексія Криму Росією.
Російські урядовці, включно з депутатами Державної Думи та прес-секретарем Міністерства іноземних справ Росії ― Марією Захаровою, почали висловлювати своє обурення піснею Джамали та заявили, що вона є політичною, оскільки в ній йдеться про анексію Криму в 2014 році, що є порушенням правила конкурсу про недопущення політичних закликів в піснях. Вони також погрожували бойкотувати Євробачення в 2017 році, хоча і не зробили цього.

## Конкурс 2017 року

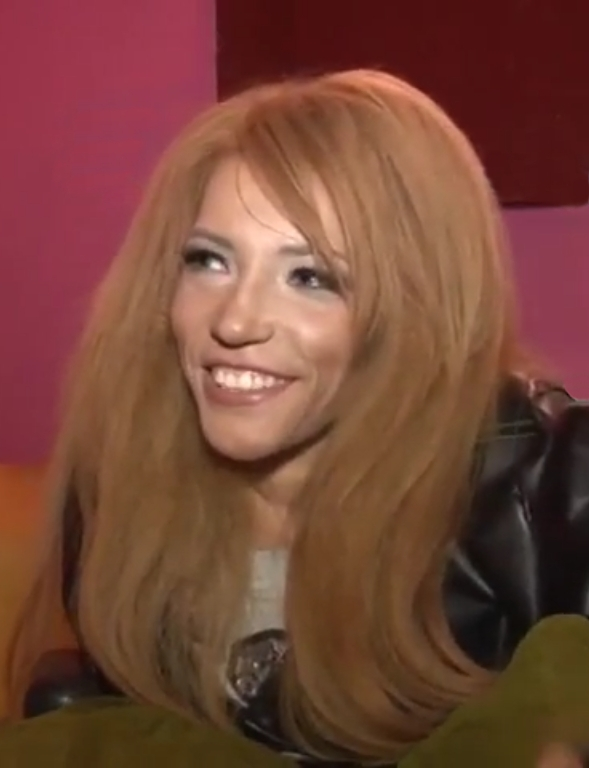
Юлія Самойлова - представнця Росії на Євробаченні 2017, якій було заборонено в'їзд на територію України.

13 березня 2017 року Служба безпеки України заявила, що почала розслідування проти представниці Росії на Євробаченні Юлії Самойлової. 22 березня СБУ заборонила Юлії Самойловій в'їзд на територію України на три роки за порушення порядку в'їзду на тимчасово окуповану територію України. В 2015 році вона взяла участь у концерті в місті Керч, в'їхавши туди з території Росії, тим самим порушивши статтю 2042 Кодексу України про адміністративні правопорушення. Це рішення неабияк розлютило російських високопосадовців, які почали закликати до бойкоту конкурсу. Депутат російської Ради Федерації Франц Клінцевич закликав організаторів конкурсу назвати це рішення «неприпустимим».
Європейська мовна спілка відреагувала на це рішення заявою, згідно з якою вони глибоко розчаровані, оскільки така дія української влади йде всупереч духу Євробачення і вони зроблять все від них залежне, щоб всі виконавці могли виступити в Києві під час конкурсу, але при цьому вони поважатимуть закони країни, яка прийматиме Євробачення. Трохи пізніше українські високопосадовці почали заявляти, що Росія навмисно обрала представником своєї держави на Євробаченні людину, яка відвідувала Крим, аби створити міжнародний скандал. Заступник міністра внутрішніх справ України Антон Геращенко заявив, що йому щиро шкода, що цю дівчину використали в інтересах російської пропаганди проти інтересів України, але ніхто не має права відвідувати окуповані Росією території без дотримання законодавства України. Міністр іноземних справ України Павло Клімкін заявив, що вибір Самойлової представницею Росії швидше за все є провокацією зі сторони Росії. Пізніше Президент України Петро Порошенко повторив схожу заяву. Росія заперечила, що вибір виконавиці був навмисно спланованим.
23 березня 2017 Європейська мовна спілка запропонувала російському Першому каналу організувати пряму трансляцію по супутнику виступу Самойлової з території Росії під час Євробачення, але російський мовник відмовився від цієї пропозиції. У випадку згоди, це був би перший раз в історії Євробачення, коли один з учасників виступав би поза місцем проведення конкурсу. Російська сторона продовжила наполягати на тому, що Самойловій має бути надане право виступати саме в Києві, як і всім іншим учасникам.
Віце-прем'єр-міністр України В'ячеслав Кириленко заявив, що трансляція виступу Самойлової українським телебаченням теж буде порушенням законодавства України. Виконавчий директор Пісенного конкурсу Євробачення Юн Ула Санн оголосив, що він разом з деякими іншими членами Європейської мовної спілки звернувся до Служби безпеки України з проханням відстрочити заборону на в'їзд Самойловій.
Голова контрольної групи Європейської мовної спілки Франк-Дітер Фрайлінг 26 березня 2017 підтвердив, що російська делегація не брала участі в обов'язкових підготовчих засіданнях Євробачення ще до моменту оголошення заборони на в'їзд Самойловій, та навіть не забронювала місця в готелі, на відміну від інших делегацій. 29 березня 2017 Генеральний директор Європейської мовної спілки Інґрід Дельтенре звинуватила український уряд в політичному втручанні у конкурс, яке вона назвала «абсолютно неприйнятним» та заявила, що вона веде переговори з прем'єр-міністром Володимиром Гройсманом та президентом Петром Порошенком щодо відтермінування заборони Самойловій на в'їзд на територію України. Через три дні вона заявила, що якщо Самойловій не буде надана можливість приїхати до Києва для участі в Євробаченні, Європейська мовна спілка накладе на Україну санкції, зокрема накладе тимчасову дискваліфікацію на участь у пісенному конкурсі. У відповідь НСТУ закликала ЄМС поважати суверенітет та закони України.

## Історія голосування
Попри непрості стосунки між Україною та Росією на Пісенному конкурсі Євробачення, ці дві країни доволі часто до 2022 року давали одна одній високі бали. В таблицях показані бали, які Росія та Україна давали одна одній, починаючи з дебюту України на Євробаченні в 2003 році.
| Росія → Україна | Росія → Україна | Росія → Україна                                               |
| Бали            | Разів           | Роки                                                          |
| --------------- | --------------- | ------------------------------------------------------------- |
| 12 балів        | 2               | 2004 (ф), 2021 (пф)                                           |
| 10 балів        | 5               | 2006 (пф), 2006 (ф), 2011 (ф), 2016 (ф), 2018 (пф)            |
| 8 балів         | 5               | 2003 (ф), 2007 (ф), 2008 (ф), 2012 (ф), 2018 (ф)              |
| 7 балів         | 6               | 2009 (пф), 2010 (ф), 2013 (пф), 2014 (пф), 2014 (ф), 2021 (ф) |
| 6 балів         | 1               | 2018 (пф)                                                     |
| 5 балів         | 1               | 2021 (пф)                                                     |
| 4 бали          | 0               |                                                               |
| 3 бали          | 0               |                                                               |
| 2 бали          | 2               | 2005 (ф), 2009 (ф)                                            |
| 1 бал           | 1               | 2013 (ф)                                                      |

| Україна → Росія | Україна → Росія | Україна → Росія                                   |
| Балів           | Разів           | Роки                                              |
| --------------- | --------------- | ------------------------------------------------- |
| 12 балів        | 5               | 2003 (ф), 2006 (пф), 2006 (ф), 2008 (ф), 2016 (ф) |
| 10 балів        | 4               | 2004 (ф), 2007 (ф), 2010 (ф), 2012 (ф)            |
| 8 балів         | 2               | 2009 (ф), 2011 (ф)                                |
| 7 балів         | 1               | 2013 (пф)                                         |
| 6 балів         | 2               | 2014 (пф), 2021 (пф)                              |
| 5 балів         | 0               |                                                   |
| 4 бали          | 4               | 2005 (ф), 2013 (ф), 2014 (ф), 2021 (ф)            |
| 3 бали          | 1               | 2018 (пф)                                         |
| 2 бали          | 0               |                                                   |
| 1 бал           | 0               |                                                   |

(ф) — фінал
(пф) — півфінал